# Beklemishevia hispaniola
Beklemishevia hispaniola är en kvalsterart som beskrevs av Pérez-Íñigo 1997. Beklemishevia hispaniola ingår i släktet Beklemishevia och familjen Ctenacaridae. Inga underarter finns listade.